# Борг-ель-Араб (стадіон)
Стадіон «Борг-ель-Араб» (араб. ستاد برج العرب) — футбольний стадіон на Середземному морі у 25  км на захід від Александрії, Єгипет, що вміщує 86 тисяч глядачів. Є найбільшим стадіоном в Єгипті і другим за величиною в Африці (після «ФНБ-Стедіума» в Йоганнесбурзі). Він також є 27-м найбільшим стадіоном у світі і 9-м найбільшим футбольним стадіоном у світі . Він розташований на Каїрсько — Александрійській пустельній магістралі Каїр — Александрія в 10 км від аеропорту «Борг Ель-Араб» та 15 км від центру Александрії.
На стадіоні є бігова доріжка навколо поля, а також чотири великих прожектора. Тільки одна з чотирьох трибун накрита дахом.

## Історія
Спочатку був введений в експлуатацію в рамках заявки Єгипту на проведення Чемпіонату світу з футболу 2010 року. Після того як єгипетська заявка на проведення чемпіонату світу провалилася, стадіон став домашнім стадіоном національної збірної Єгипту поряд з Міжнародним стадіоном у Каїрі. Разом зі збірною, александрійська команда «Смуха» почала грати свої домашні матчі на стадіоні замість стадіону в «Александрія» з 2016 року; в той час як «Аль-Аглі», «Аль-Іттіхад», «Аль-Масрі» і «Замалек» також інколи грали тут свої домашні матчі з різних причин.
Нова арена була обрана серед стадіонів, що приймали матчі молодіжного чемпіонату світу U-20 2009 року. На цьому стадіоні, однак, відбулась лише одна гра на турнірі, матчем відкриття між Єгиптом та Тринідадом і Тобаго, а також церемонія відкриття чемпіонату.

## Галерея

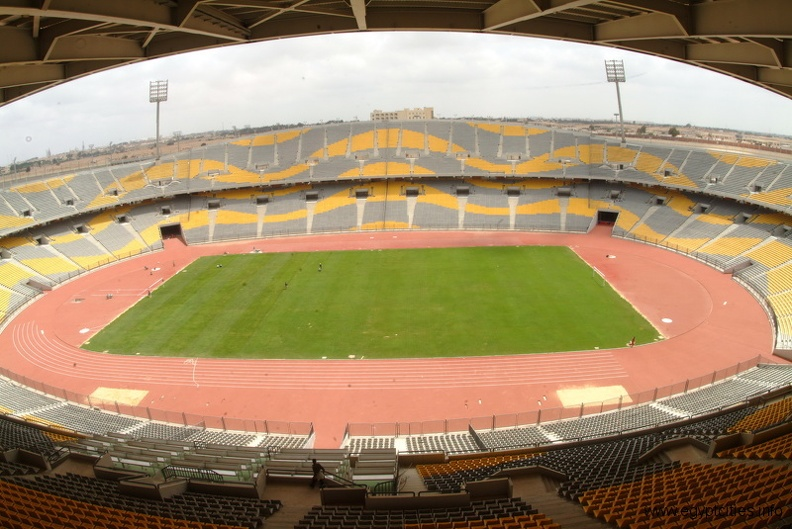
Стадіон в 2005 році.
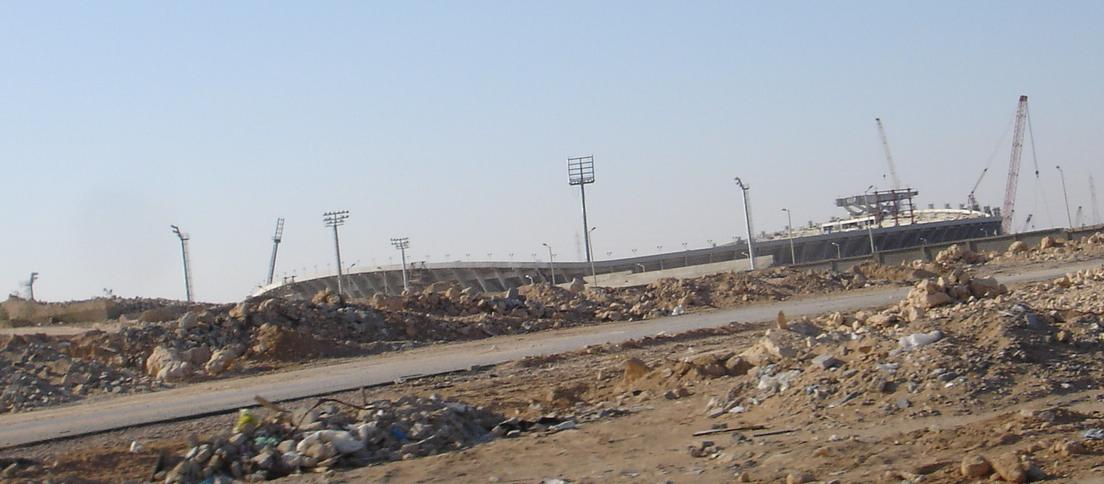
Стадіон під час будівництва. 14 листопада 2005 року.
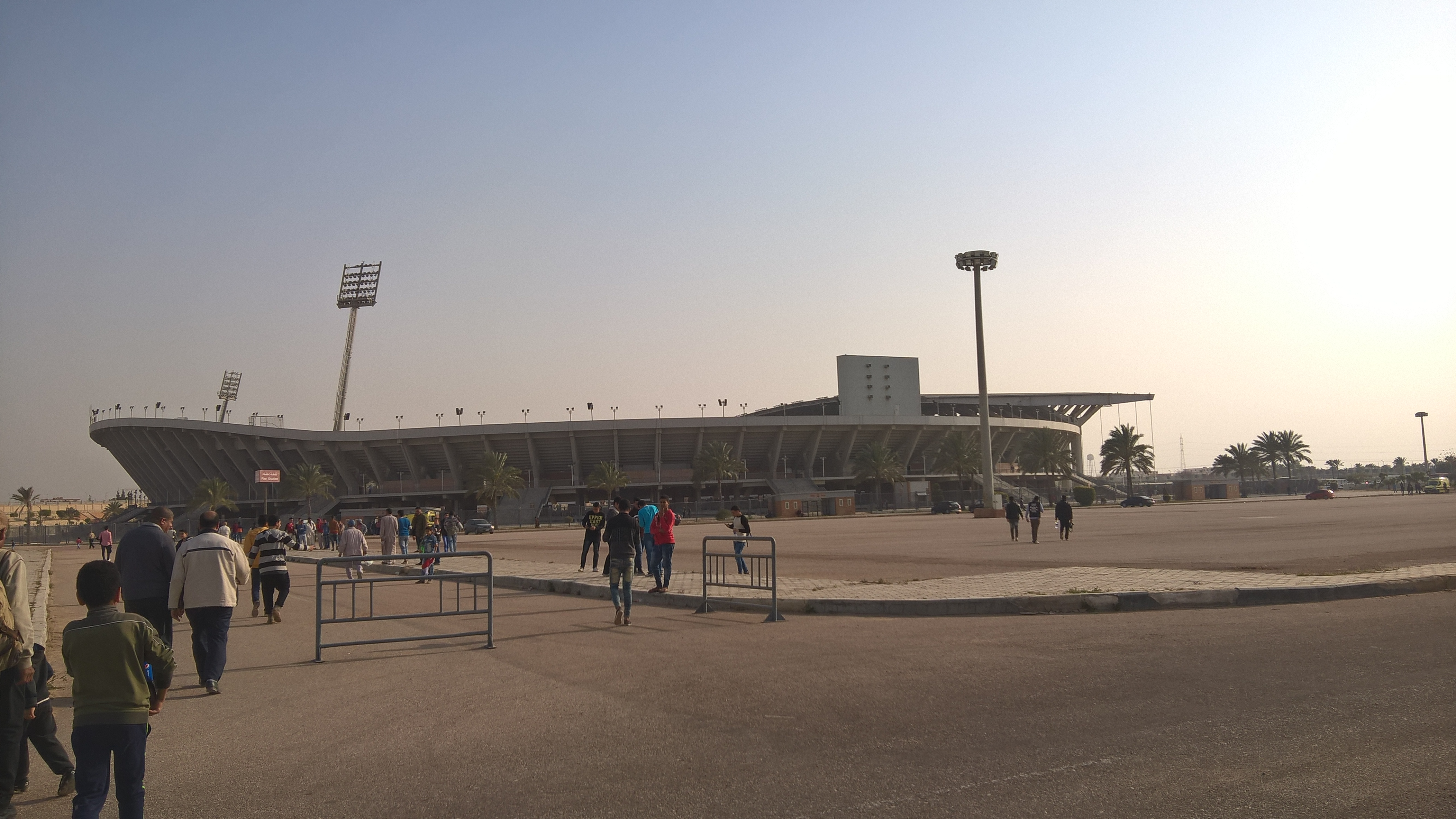
Стадіон перед товариським матчем у березні 2017 року.
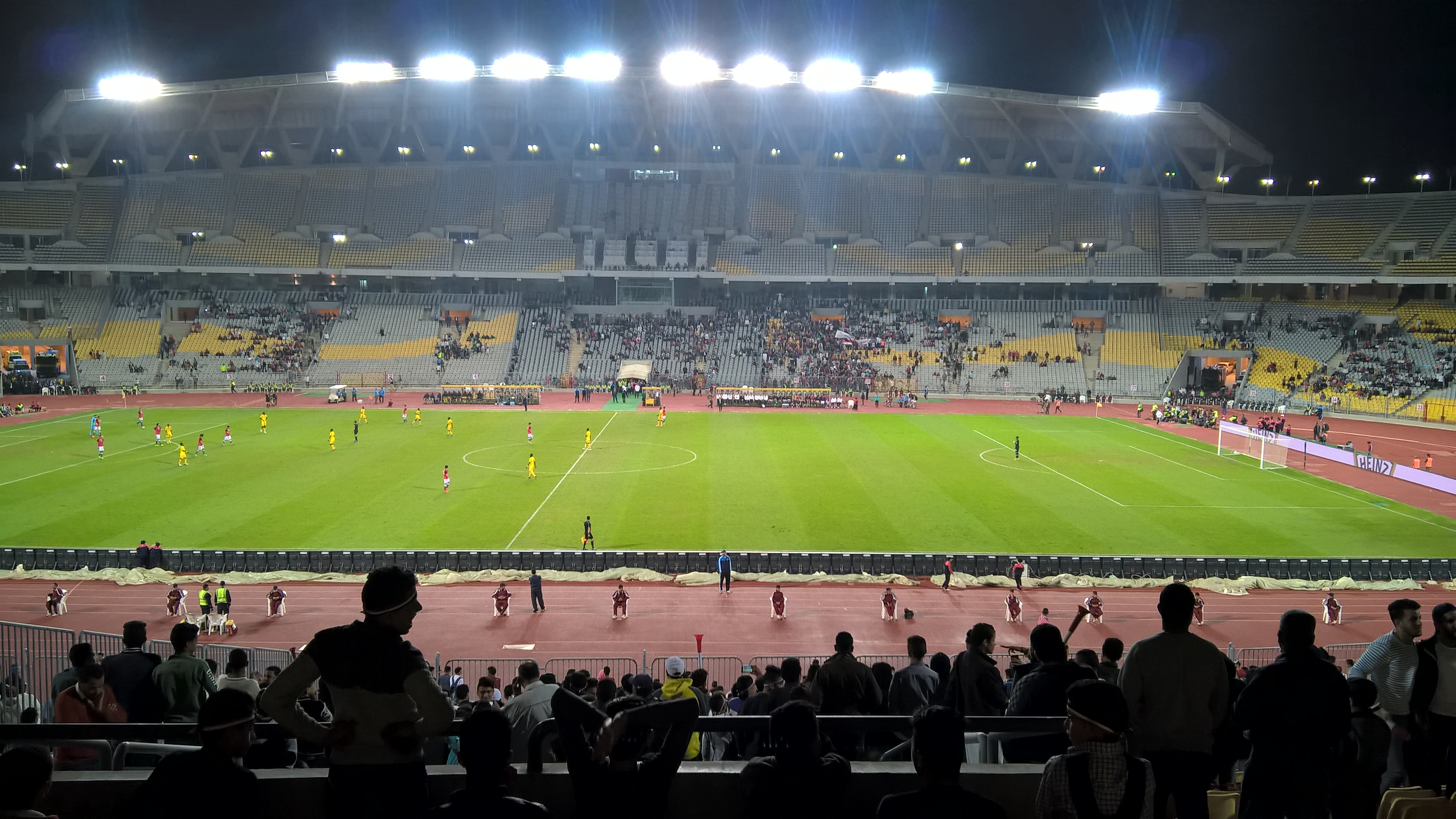
Стадіон під час товариського матчу у березні 2017 року.
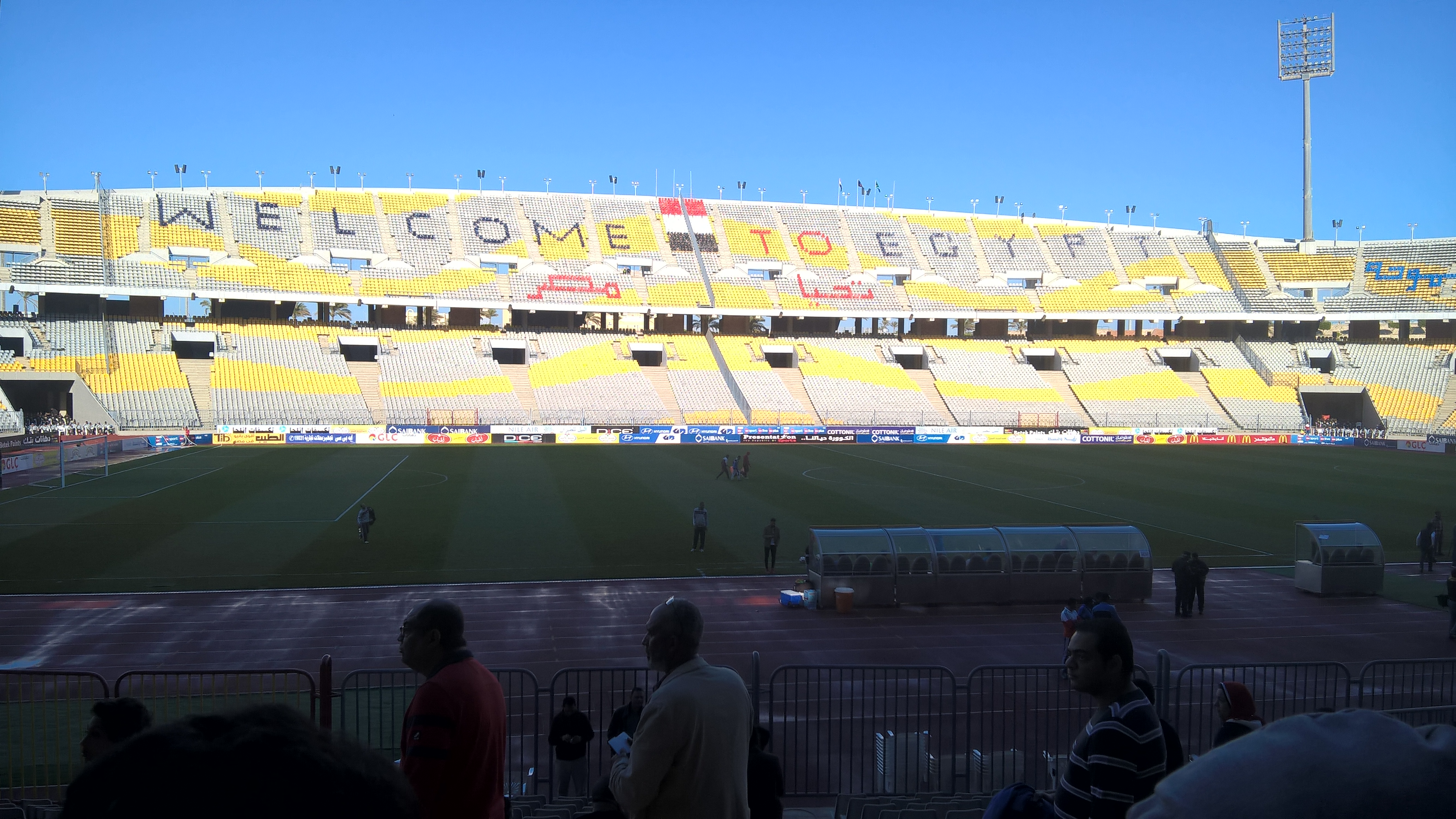
Стадіон перед матчем у Кубка Конфедерації КАФ у квітні 2017 року.
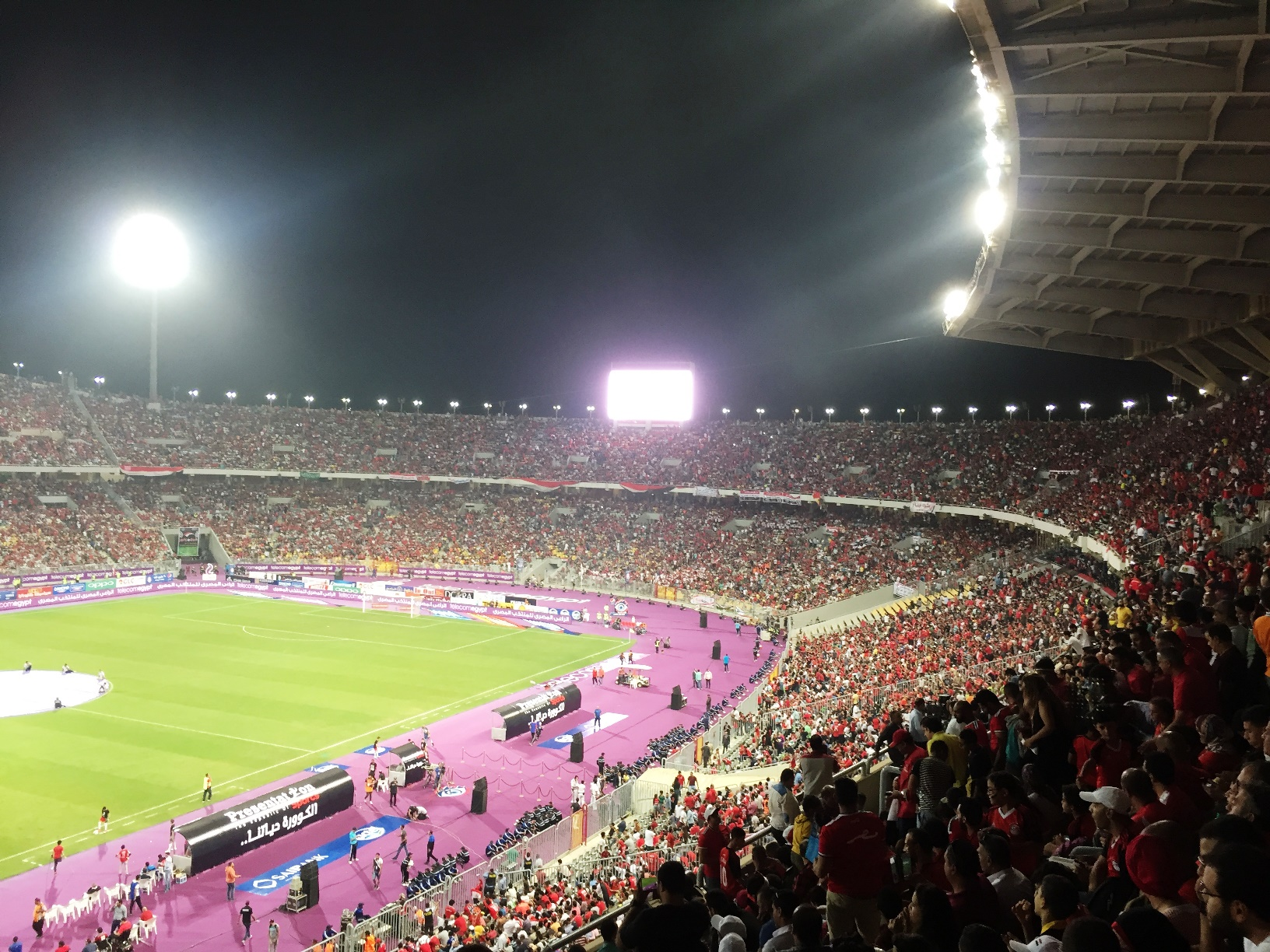
Стадіон під час матчу у матчу кваліфікації до чемпіонату світу у жовтні 2017 року.